# 보도 (조선중앙TV)
《보도》(報道, Bodo)는 조선민주주의인민공화국의 조선중앙TV에서 평양시간 기준 매일 방송하는 종합 뉴스 프로그램이다.

## 방송 시간
- 매일 : 오후 5시 ~ 5시 10분 (저녁뉴스)
- 매일 : 저녁 8시 ~ 8시 30분 (메인뉴스)
- 매일 : 밤 10시 30분 ~ 11시 (마감뉴스)[1]

## 자막
|        |
| 2020년 |

|        |
| 2021년 |

|        |
| 2020년 |

|             |
| 2023년 중반 |

|               |
| 2023년 하반기 |

|        |
| 2024년 |

## 진행자
- 리춘히
- 류정옥
- 전성희

## 참고 사항
- 방송 시간은 편성 상황에 따라 길어지거나 유동적으로 변경될 수 있다.
- 보도 내용은 국내 사건·사고를 배제하고, 대한민국(남조선), 일본, 북미, 유럽 등 특정 국가를 제외한 국제 뉴스를 위주로 다룬다.